# ناسخ القرآن العزيز ومنسوخه (كتاب لابن البارزي)
ناسخ القرآن العزيز ومنسوخه: لابن البارزي هبة الله بن عبد الرحيم الحموي، مفتي الشام وقاضيها وانتهت إليه الإمامة في زمانه، توفي سنة ثمان وثلاثين وسبعمائة.
وقد امتاز هذا الكتاب بأن عدد المواضع المنسوخة فيه هي مائتان وتسعة وأربعون موضعا، وهو بهذا العدد الكبير قد فاق سابقيه واللاحقين عليه، وكذا ذكر مواضع منسوخة لم يشر إليها غيره.
ومن محاسن المؤلف أيضا في هذا الكتاب رسمه للمنهج في مقدمة كتابه فقال: «وسنذكر جميع المواضع المنسوخة على ترتيب السور، ونذكر مع كل منسوخ ما نسخه، ونعين اسم السورة التي فيها الناسخ إن لم يكن من سورة المنسوخ». وقد التزم بذلك إلا في خمسة مواضع.

## ترجمة المؤلف
اسمه ونسبه وكنيته: هو هبة الله بن عبد الرحيم بن إبراهيم، أبو القاسم بن القاضي نجم الدين بن القاضي الكبير شمس الدين أبي الطاهر بن المسلم الجهني الحموي الشافعي البارزي، قاضي حماة، صاحب التصانيف.
مولده: ولد سنة خمس وأربعين وستمائة.
شيوخه وطلبه للعلم: سمع من أبيه وجده، وابن هامل، والشيخ إبراهيم بن الأرموي يسيرا، وتلا بالسبع على التاذقي، وأجاز له نجم الدين البادرائي، وعز الدين بن عبد السلام، وبرع في الفقه وغيره.
مكانته: هو مفتي الشام وقاضيها، وانتهت إليه الإمامة في زمانه، وكان من بحور العلم، قوي الذكاء، منكبا على الطلب، لا يفتر ولا يمل، مع الصون والدين والفضل والرزانة والخير والتواضع، جم المحاسن، كثير الزيارة للصالحين، حسن المعتقد.
وفاته: توفي عن ثلاث وتسعين سنة، في سنة ثمان وثلاثين وسبعمائة بذي القعدة.

## اسم الكتاب
اختلفت كتب التراجم في اسم الكتاب، فجاء في بعضها باسم (الناسخ والمنسوخ)، وذكره آخرون باسم (الناسخ والمنسوخ من القرآن)، وقال الأستاذ حاتم الضامن محقق الكتاب: أن اسم الكتاب في المخطوطة التي اعتمد عليها هو: (ناسخ القرآن العزيز ومنسوخه).

## أهمية الكتاب
وتظهر أهميته في عدد المواضع المنسوخة التي ذكرت فيه، فقد احتوى على مائتين وتسعة وأربعين موضعا، وهو بهذا العدد الكبير قد فاق سابقيه واللاحقين عليه، فتراه قد ذكر مواضع منسوخة لم يشر إليها غيره.

## سبب تأليف الكتاب
السبب في تأليفه لهذا الكتاب: هو أن علم الناسخ والمنسوخ علم يتوقف عليه جواز تفسير كتاب الله تعالى، فقال في مقدمة كتابه: «فهذا موجز فيه جميع ما في القرآن من الآيات المنسوخة والناسخة، وهو علم يتوقف عليه جواز تفسير كتاب الله تعالى ليعرف الحلال والحرام».

## منهج المؤلف
أولا: بعد ذكر السبب في تأليف الكتاب ابتدأ المؤلف بتعريف النسخ والناسخ والمنسوخ، وأتبعه بذكر أنواع الناسخ.
ثانيا: ذكر في بداية كل سورة عدد المواضع فيها من المنسوخ، وعدد المواضع من الناسخ. وأشار إلى المنسوخ بالحرف (م) وإلى الناسخ بالحرف (ن)، وذكر بعدها الآيات المنسوخة بآية السيف أولا، ثم الآيات المنسوخة بآية القتال ثانيا، ثم الآيات المنسوخة بآية من السورة نفسها ثالثا، ثم الآيات المنسوخة بآية من سورة أخرى رابعا.
رابعا: الآيات التي لا ناسخ فيها ولا منسوخ فقد ذكرها في سياقها، وأشار إلى أنها محكمة.
خامسا: ختم كتابه بالحديث عن المكي والمدني من السور.

## مزايا الكتاب
أولا: امتاز كتاب ابن البارزي بعدد المواضع المنسوخة فيه، وهي مائتان وتسعة وأربعون موضعا.
ثانيا: المنهج الذي انفرد به المؤلف في ذكر عدد المواضع من الناسخ والمنسوخ في بداية كل سورة.

## بعض المآخذ على الكتاب
أولا: مما يؤاخذ على المؤلف في هذا الكتاب: إخلاله بالمنهج الذي رسمه على نفسه، ففي خمسة مواضع نجده لم يعين فيها اسم السورة التي فيها الناسخ مع أن الناسخ فيها لم يكن من سورة المنسوخ، وقد اشترط على نفسه هذا في المقدمة.
ثانيا: أن المؤلف عد سورة التين محكمة، ولم يشر إلى أن الآية الثامنة منها منسوخة بآية السيف كما ذكر غيره.